# John Colter
John Colter (* um 1774 bei Staunton, Virginia; † November 1813 im Missouri-Territorium), auch John Coulter, war ein amerikanischer Trapper, Mountain Man und  Teilnehmer mehrerer Expeditionen, die den amerikanischen Westen erkundeten. Seine Streifzüge als Trapper führten ihn wiederholt in bis dahin von Einwanderern unerforschte Gebiete. Unter anderem entdeckte Colter vermutlich als erster Weißer die heißen Quellen des heutigen Yellowstone-Nationalparks.
Einige seiner Erlebnisse sind in die amerikanische Mythenbildung eingegangen.
Das bekannteste Erlebnis ist sein Rennen gegen Blackfoot-Indianer, das unter anderem von Autoren wie Washington Irving literarisch verarbeitet worden ist.

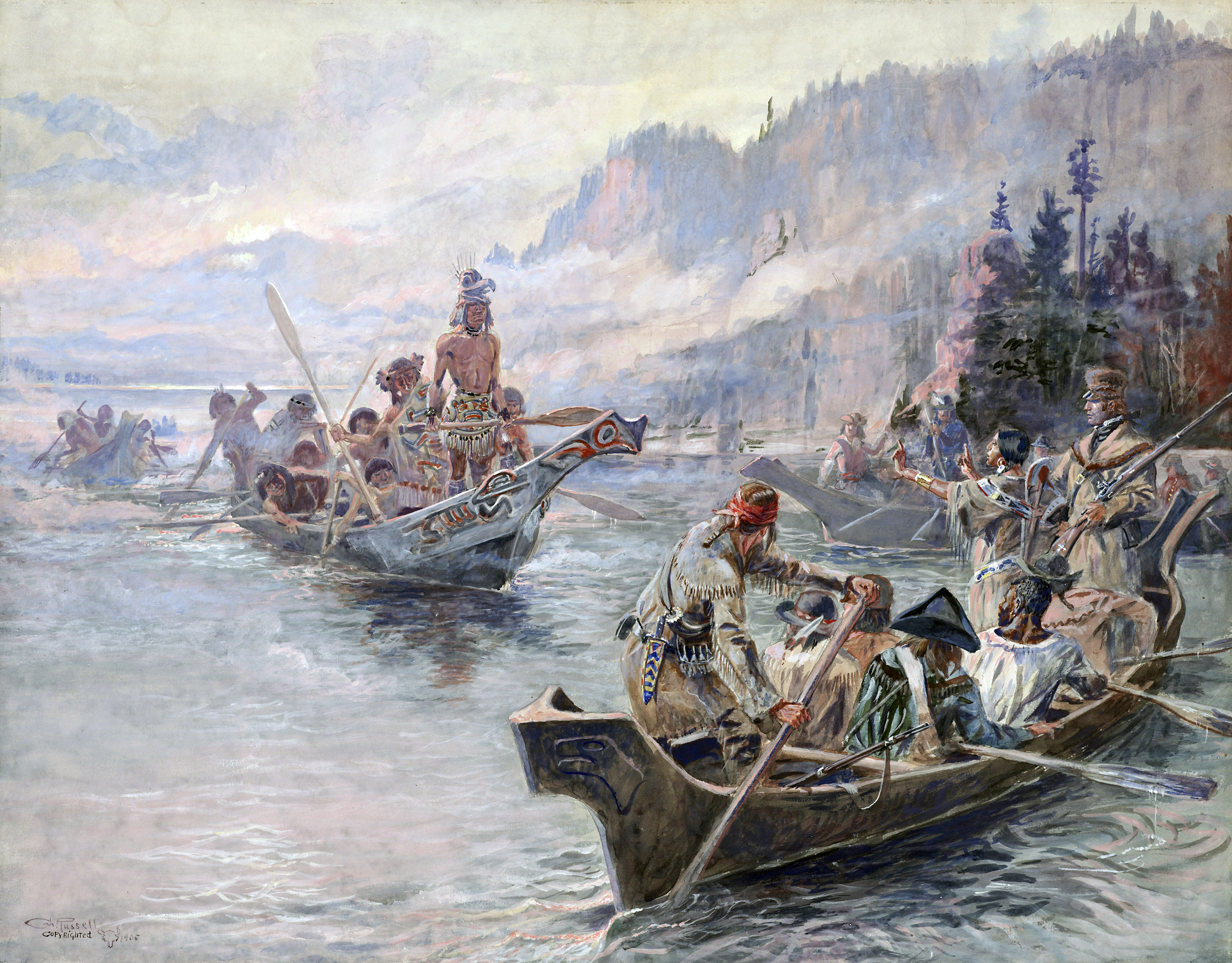
Lewis and Clark on the Lower Columbia, gemalt von Charles Marion Russell – Colter war einer der Expeditionsteilnehmer

## Leben

### Familie
Um 1700 wanderte Johns Urgroßvater Micajah Coalter von Schottland nach Amerika aus. Michael, der älteste Sohn von Micajah und zugleich Johns Großvater, änderte den Namen in Colter. Einige Familienmitglieder schrieben sich auch Coulter.
Die Colters erwarben größere Ländereien bei Staunton in Virginia, wo John zur Welt kam. Fünf Jahre später zogen sie nach Maysville, Kentucky.

### Erscheinungsbild
John Colter hatte blaue Augen und war 178 cm groß. Er galt als scheuer, mutiger Mensch mit rascher Auffassungsgabe.

### Lewis-und-Clark-Expedition

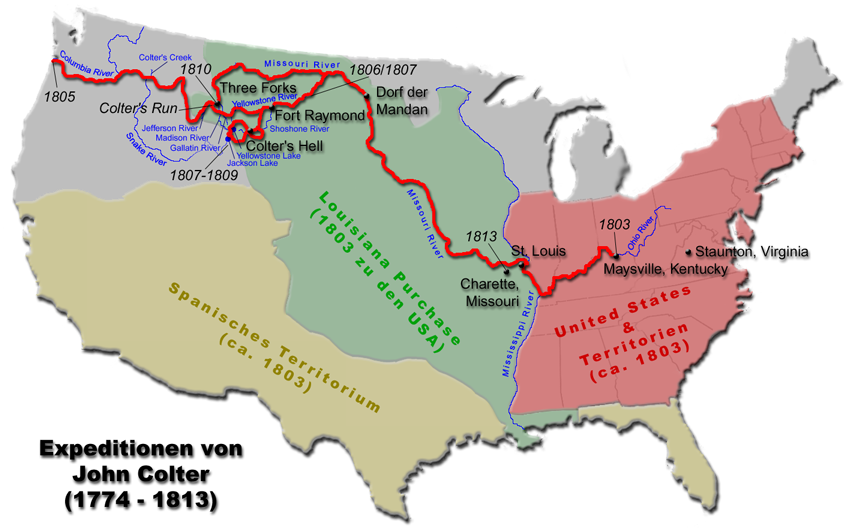
Expeditionen von John Colter

John Colter meldete sich am 15. Oktober 1803 in Maysville als Gefreiter für die Expedition von Meriwether Lewis und William Clark quer durch die heutigen USA. Die Expeditionsteilnehmer wurden nach harten Kriterien ausgewählt: Sie mussten gute Jäger sein, stämmige, gesunde und unverheiratete Männer, die an die Wälder gewöhnt waren und die körperliche Strapazen erdulden konnten. Bis zum Start am 14. Mai 1804 wurden die Teilnehmer in der Nähe von St. Louis, das sie im Dezember 1803 erreichten, auf die Reise vorbereitet. Colter kehrte nie mehr nach Virginia zurück. Für seinen Dienst erhielt er fünf US-Dollar pro Monat. Den Expeditionsteilnehmern war es jedoch gestattet, nebenbei Pelztiere zu fangen und so ihren Lohn aufzubessern.
Die Reise fand zu einem guten Teil auf dem Flussweg statt. Colter stand unter dem Kommando von Sergeant John Ordway, der das größte Schiff führte.
Nachdem Colter zu Beginn hatte diszipliniert werden müssen, tat er sich in der Folge als hervorragender und zuverlässiger Jäger hervor. Während seiner Streiftouren durch die Wälder begegnete er Indianern verschiedenster Stämme: Lakota, Mandan, Gros Ventre, Menominee, Nez Percé. Einmal überraschte er drei Flathead-Indianer, die zwei Shoshonen verfolgten, weil diese ihnen 23 Pferde geraubt hatten. Colter konnte einen der Flathead überreden, der Expedition als Führer zu dienen. Der bisherige indianische Führer, ein Shoshone, kehrte gerne nach Hause zurück, da sie sich nun in fremdem Territorium bewegten.
Colter zeichnete sich während der anstrengenden Expedition durch seinen unermüdlichen Einsatz aus. Er verfügte über eine ausgezeichnete Kondition, die es ihm und George Drouillard als einzigen möglich machte, Tag für Tag auf Jagd zu gehen. Seine Leistung für die Expedition wurde geehrt, indem ein Bach, der bisher als Potlatch Creek bekannt war, in Colter's Creek umbenannt wurde.
Am 7. November 1805 erreichte die Gruppe den Pazifik. Nach dem Winter trat sie die Rückreise an.

### Fallensteller

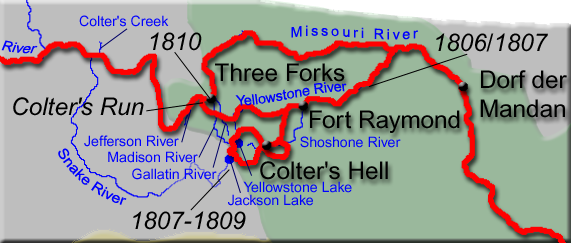
Die Wege des John Colter im heutigen North Dakota, Montana, Wyoming und Idaho

Am 15. August 1806 bat Colter Captain Clark um die Entlassung. Bei einem Dorf der Mandan hatten sie Joseph Dixon und Forrest Hancock, zwei Fallensteller aus Illinois, kennengelernt, denen er sich als Partner anschließen wollte. Clark entsprach dem Wunsch und drückte seine große Zufriedenheit mit Colters Leistung aus. Colter hatte von der Möglichkeit, durch Pelzjagd den Lohn aufzubessern, regen Gebrauch gemacht und tauschte nun seine erbeuteten Felle gegen die nötige Ausrüstung für zwei Jahre aus. Die drei verabschiedeten sich nach Süden in Richtung Yellowstone River.
Den Winter verbrachten sie in einem Unterstand. Colter nutzte diese Zeit, um die Umgebung zu erkunden.
Da der Biberfang in dieser Region nicht sehr ergiebig war und Colter Meinungsverschiedenheiten mit seinen Partnern hatte, trennte er sich im Frühling von ihnen. Colter fuhr den Yellowstone River hinunter bis zum Missouri River. Dort kam ihm die Lisa-und-Drouillard-Expedition der Missouri Fur Company entgegen, bei der unter anderem drei ehemalige Kollegen aus der Lewis-und-Clark-Expedition teilnahmen: George Drouillard, John Potts und Peter Weiser. Manuel Lisa, der Leiter der Pelzhandels-Expedition, konnte John Colter für die Teilnahme an der 42-köpfigen Expedition gewinnen, die zum größten Teil aus französischen Kanadiern bestand. Später schloss sich auch Hancock an. Ob Dixon ebenfalls mit von der Partie war, ist ungewiss.
Während die Expedition unbehelligt durch die Gebiete der Lakota-, Arikaree-, Mandan- und Hidatsa-Indianer reiste, kam es im Gebiet der Assiniboine zu Konfrontationen mit Indianern, die allerdings friedlich gelöst werden konnten.
Am Yellowstone River angelangt, schwenkte die Expedition auf diesen ein. Im Oktober 1807 erreichte sie die Einmündung des Bighorn Rivers. Im November errichteten die Teilnehmer dort, auf dem Territorium der Absarokee-Indianer, ein Blockhaus, das sie nach Lisas Sohn Fort Raymond tauften. Fort Raymond, zuweilen auch Manuel's Fort genannt, war das erste Gebäude im Gebiet des späteren Bundesstaates Montana und sollte als Handelsstation dienen. Lisa schickte seine Trapper – darunter auch Colter – aus, um die Handelsstation bei den benachbarten Stämmen bekannt zu machen. Colters über 500 Meilen lange Tour führte ihn ins Gebiet der heutigen Yellowstone und Grand-Teton-Nationalparks.

### Erkundungen im Yellowstone-Gebiet

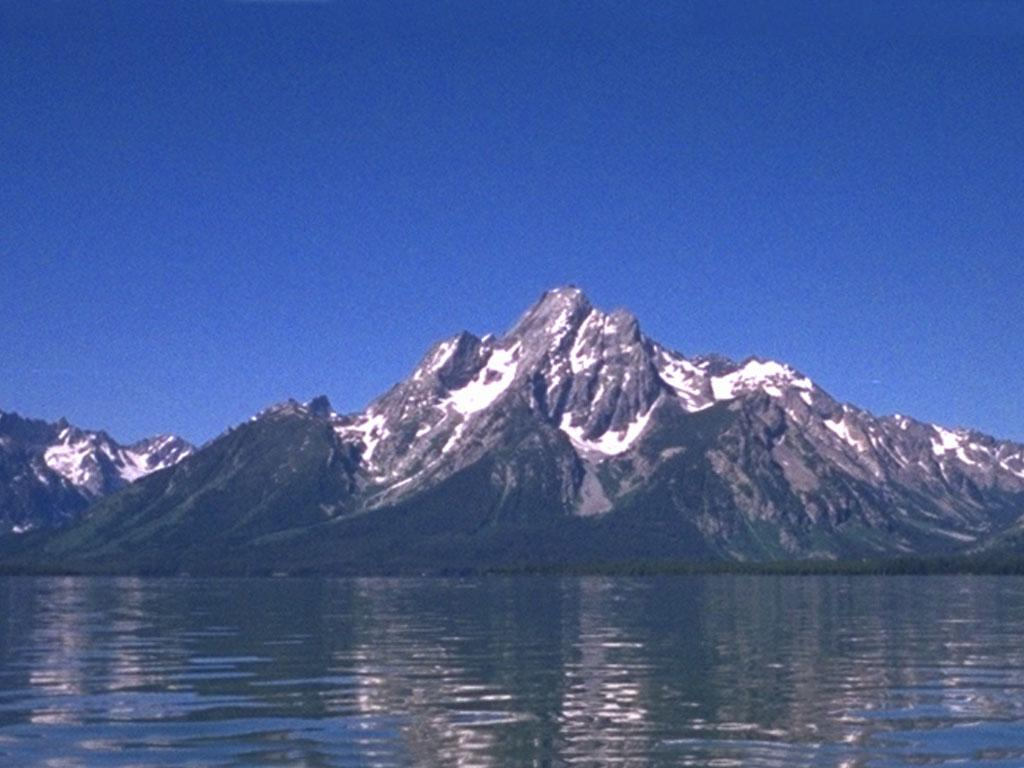
Mount Moran und Jackson Lake

Colters Route ist nicht schlüssig rekonstruierbar. Vermutlich drang er erst zum Stinkingwater River (heute: Shoshone River) vor, in eine von vulkanischen Aktivitäten geprägte Gegend, die als Colter's Hell bekannt wurde. Dann durchquerte er den heutigen Grand-Teton-Nationalpark, umging den Jackson Lake und zog weiter nach Norden, wo er auf den Yellowstone Lake traf. Diesen umging er im Nordwesten und folgte dem Yellowstone River bis zum Tower Fall, möglicherweise sogar bis zu den Mammoth Hot Springs. Anschließend kehrte er mit einem Abstecher zu Colter's Hell wieder nach Fort Raymond zurück, wo er im späten Frühling 1808 eintraf.
Einen Großteil seines Marsches hatte er im Winter unternommen. Dabei hatte er auf der Suche nach Indianerstämmen immer wieder Abstecher in verschiedene Richtungen gemacht. Mit Sicherheit hatte er ein Dorf der Absarokee besucht. Zuweilen hatte er die Dienste von Indianern angenommen, die ihn durch schwieriges Gelände führten.
Nach einer Erholungspause schickte ihn Lisa in das Gebiet der Blackfoot-Indianer. Colter schloss sich unterwegs einer aus mehreren Hundert bestehenden Gruppe von Absarokee- und Flathead-Indianern an. Am Gallatin River wurden sie von einer vermutlich noch zahlreicheren Blackfoot-Gruppe angegriffen, die traditionell mit den Absarokee verfeindet war. Colter half seinen Gefährten, den Angriff abzuwehren, und wurde dabei am Bein verwundet. Für den Rest des Kampfes konnte er sich nur noch kriechend wehren. Die unterlegenen Blackfoot griffen in den nächsten fünfzig Jahren immer wieder Weiße an, weil sie – angesichts von Colters unfreiwilligem Mitwirken gegen sie – überzeugt waren, dass sich die Weißen mit den Absarokee verbündet hatten. Colter brach seine Reise ab und kehrte zum Fort Raymond zurück.

### Das Rennen gegen die Blackfoot-Indianer

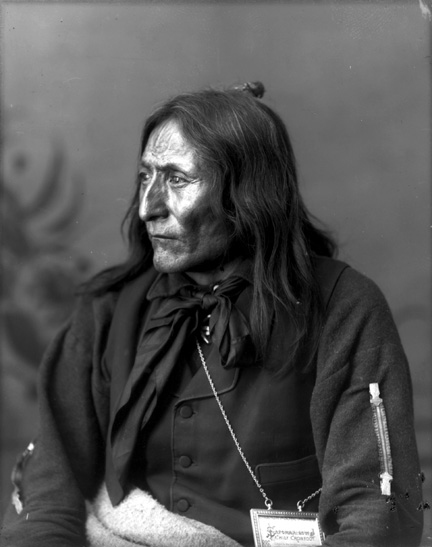
Crowfoot, einstiger Häuptling der Blackfoot

Nachdem seine Wunde geheilt war, begab Colter sich erneut auf Biber-Fang. Vermutlich bei der zweiten Fang-Tour im Gebiet der Blackfoot-Indianer begleitete ihn John Potts. Dabei erlebten sie ein Abenteuer, das im Westen wieder und wieder in den verschiedensten Varianten erzählt wurde. Der tatsächliche Verlauf des Geschehens ist noch immer umstritten, dürfte sich aber etwa wie folgt zugetragen haben:
Als Colter und Potts eines Morgens, je in einem Kanu, im Jefferson River ihre Fallen absuchten, wurden sie von einigen hundert Blackfoot-Indianern überrascht und zum Anlegen aufgefordert. Colter warf seine Fallen ins Wasser und paddelte ans Ufer, wo ihn die Blackfoot sofort packten und ihm die Kleider vom Leibe rissen. Als Potts dies sah, weigerte er sich, sein Kanu ans Ufer zu steuern. Ein Indianer schoss einen Pfeil auf ihn ab und verletzte Potts schwer. Dieser schoss zurück und traf einen Indianer tödlich, worauf er von mehreren Pfeilen getötet wurde. Die Blackfoot zogen seine Leiche ans Ufer und zerstückelten sie. Die Angehörigen des getöteten Indianers konnten nur mit Mühe abgehalten werden, auf Colter loszugehen. Die Blackfoot wiesen ihn an, um sein Leben zu laufen. Obwohl Colter nackt und barfuß rennen musste, konnte er sich einen Vorsprung erkämpfen. Zum Madison River waren es rund fünf Meilen. Ein einzelner Indianer hatte sich aus der Masse der rennenden Blackfoot herausgelöst und war Colter auf den Fersen. Dieser blieb plötzlich stehen, entriss dem Blackfoot den Speer und erstach ihn damit. Rasch riss er dessen Decke an sich und sprang in den Fluss. Bevor die Indianer heran waren, konnte er sich in einem Biberbau verstecken, in dem er bis in die Nacht blieb. Dann machte er sich auf den Rückweg, umging den nahe gelegenen Pass, indem er einen hohen Berg erklomm, ernährte sich tagelang nur von Wurzeln und Baumrinde und kam nach einem Marsch von etwa 500 km nach Nordosten völlig erschöpft im Fort an.
Gesichert ist, dass Colter und Potts mit den Blackfoot kämpften, dass Colter eine indianische Decke mit sich ins Fort Manuel brachte und dass die Blackfoot die erbeuteten Felle in eine Handelsstation brachten.

### Rückkehr in die Zivilisation
Im folgenden Winter besuchte Colter erneut die Stelle des Kampfes, um die wertvollen, ins Wasser geworfenen Fallen zu holen. Kaum dort angelangt, wurde er von Indianern heftig beschossen und floh erneut erfolgreich.
In den nächsten Monaten betätigte sich Colter als Fallensteller. Mindestens einmal führte er eine Gruppe nach Colter's Hell. Zwischendurch besuchte er Indianerdörfer, vor allem der Mandan und Hidatsa.
Vermutlich im März 1810 führte Colter eine Gruppe von 32 Männern in die Gegend von Three Forks, dem Quellgebiet des Gallatin-, Madison- und Jefferson-Rivers, um eine neue Handelsstation aufzubauen. Unterwegs wurden sie von einem Schneesturm überrascht. Die Lage wurde kritisch. Aufgrund von Schneeblindheit konnten sie tagelang kein Wild jagen und mussten drei Hunde und zwei Pferde essen. Plötzlich tauchten 30 Blackfoot-Männer auf, die Colters hilflose Gruppe allerdings nicht angriffen. Nachdem die Expedition jene Stelle durchquert hatte, wo Colter um sein Leben gelaufen war, erreichten sie am 3. April 1810 das Quellgebiet der drei Flüsse. Dort, mitten im Territorium der Blackfoot, errichteten sie ein palisadengeschütztes Camp. Während Colter anschließend einen Teil der Gruppe zu ersten Fangzügen führte, wurde das Camp von Gros-Ventre-Indianern überfallen. Beide Seiten hatten Tote zu beklagen. Durch dieses Ereignis wurde Colter klar, dass es für ihn nur zwei Alternativen gab: im Westen in ständiger Angst vor den Indianern, besonders vor den Blackfoot, zu leben oder nach Osten zurückzukehren. Er entschied sich, die Gegend für immer zu verlassen. Der spätere Tod seines langjährigen Kameraden George Drouillard gab ihm recht. Zusammen mit dem jungen William Bryant (the young Bryant of Philadelphia) verließ er das Camp. Kurz darauf wurden sie von Blackfoot-Indianern angegriffen, konnten sich aber ins Dickicht retten.
Im Mai traf Colter in St. Louis ein. Er erntete für seine Geschichten nur Unglauben.

### Lebensabend

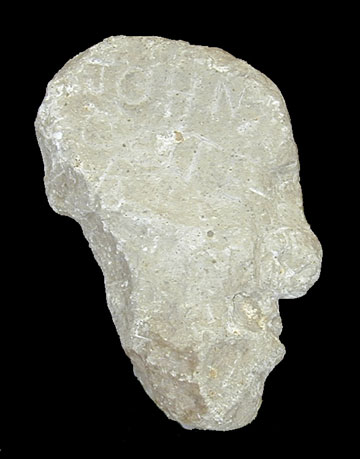
Colter-Stein mit eingeritztem Namen

John Colter blieb nicht lange in St. Louis, sondern ließ sich nördlich von Charette, in der Nähe der heutigen Ortschaft Dundee im Franklin County in Missouri, nieder. Er ging dort ebenso auf Biberjagd wie Daniel Boone, der auch in Charette wohnte. Irgendwann zwischen Mai 1810 und März 1811 heiratete Colter eine Frau namens Sally. Vermutlich hatten sie einen Sohn, der Hiram hieß.
Im November 1813 starb John Colter auf seiner Farm im Missouri-Territorium an Gelbsucht. Zwei Jahre später heiratete Sally einen Mann namens James Brown. Im September 1889 fanden drei Jäger am Coulter Creek eine große Kiefer, in die ein X und darunter „J C“ eingeritzt war. Sie vermuteten, dass Colter 80 Jahre früher die Markierung angebracht hatte, und meldeten den Fund den Behörden. Diese ließen den Baum fällen, um den Abschnitt mit den Initialen in einem Museum auszustellen. Beim Transport ging er jedoch verloren. Im Jahr 1931 fanden der Farmer William Beard und sein Sohn in der Nähe von Tetonia (Idaho) einen Magma-Stein, der von Hand zur Form eines menschlichen Kopfes geschnitzt worden war und den Schriftzug „John Colter 1808“ trug. Der Colter-Stein kann heute im Moose Visitor Center im Grand-Teton-Nationalpark betrachtet werden.

## Nachwirkung

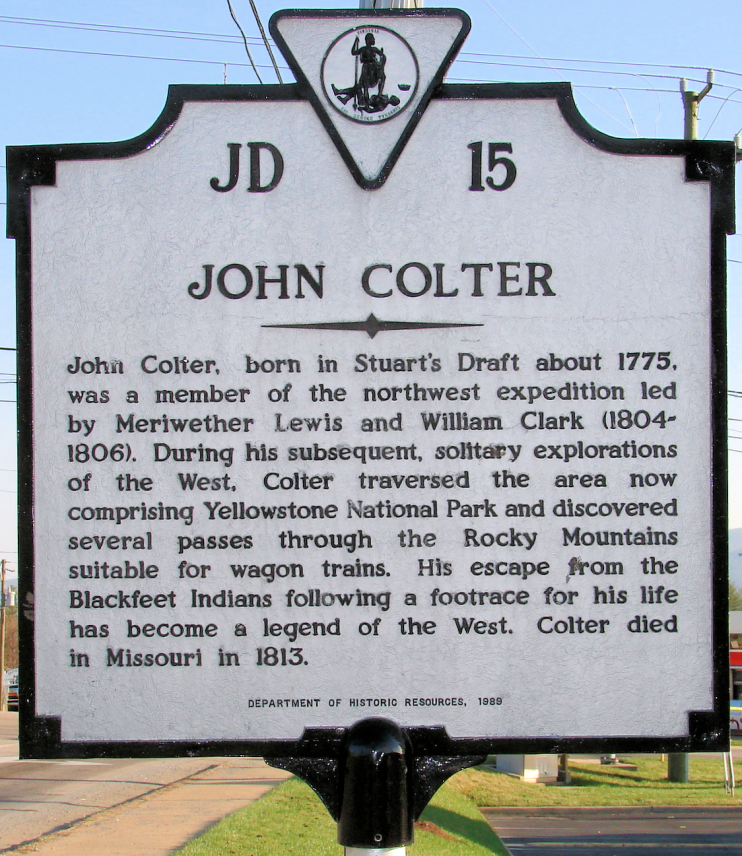
Gedenktafel in Stuarts Draft, Virginia

Um Colter rankten sich bereits zu seiner Lebenszeit eine Reihe aufsehenerregender Geschichten. Entgegen vielen Erzählungen tötete er aber vermutlich nur einen einzigen Indianer, einen Blackfoot. Noch heute ist bei vielen Geschichten unklar, inwieweit sie den tatsächlichen Gegebenheiten entsprechen. Besonders die Flucht vor den Blackfoot war eine beliebte Geschichte, die von verschiedenen Autoren wiedergegeben wurde. Als erster schrieb Henry Brackenridge sie auf, der sie im Fort Manuel direkt von Colter gehört hatte. Später übernahmen andere Autoren sie, so zum Beispiel 1836 Washington Irving in „Astoria“.
Colters Verdienste liegen vor allem in seinen Leistungen bei der Lewis-und-Clark-Expedition, in seiner Fähigkeit, Beziehungen zu den verschiedensten Indianervölkern zu knüpfen und in den folgenden Erkundungen in bislang für die Weißen unbekannten Gebieten. 1814 ließ William Clark Colters Angaben in seine Skizze einer ersten Landkarte des amerikanischen Westens einfließen, da Colter während seiner Streifzüge eine Reihe von Gebirgszügen erkundet hatte, die Clark nicht bekannt waren.
In Erinnerung an seine Flucht vor den Blackfoot-Indianern findet im Quellgebiet des Missouri Rivers jährlich der John Colter Run statt.
Am 6. September 2003 eröffnete die Stadt New Haven in Missouri ein Museum über John Colter. In der Nähe seines Geburtsortes in Virginia, an der U.S. Route 340 etwas nördlich der Kreuzung mit der U.S. Route 608, befindet sich eine Gedenktafel.
Verschiedene geografische Objekte sind nach Colter benannt, so die Ortschaft Colter Bay im Grand-Teton-Nationalpark und der Berg Colter Peak im Absaroka Range, beides im nordwestlichen Wyoming.
In dem Roman Hart auf Hart des Autors T. C. Boyle (Original: The Harder They Come) aus dem Jahre 2015 spielt Colter eine wichtige Rolle als Identifikationsfigur des Protagonisten Adam. In Kapitel 19 wird die Blackfeet-Begegnung Colters nacherzählt.